# 유만겸
유만겸(兪萬兼, 1889년 7월 13일 ~ 1944년 12월 13일)은 일제강점기의 관료이다. 유길준의 맏아들이며, 유억겸의 형이기도 하다. 본관은 기계(杞溪)이다.

## 생애
배재학당과 흥화학교 출신이다. 그는 개화파이며 일본통이었던 아버지 유길준과 작은 아버지 유성준의 영향으로 일본에 유학하여 1917년 도쿄제국대학을 졸업한 뒤 전형적인 엘리트 관료의 길을 걸었다.
1920년에 조선총독부로부터 문경군 군수에 임명되었고, 경상남도 서무과장(1921), 경상북도 내무부 사회과장(1924)을 지냈다. 이후 총독부 학무국 사무관(1926)을 거쳐 평안남도 참여관(1928), 경상북도 참여관(1930)으로 승진했으며, 학무국 사회과장(1932), 평안남도 참여관(1934), 충청북도 도지사를 역임했다.
1935년 총독부가 편찬한 《조선공로자명감》에 조선인 공로자 353명 중 한 명으로 수록되어 있다. 1940년 5월 창씨개명을 거부하였다가 조선총독부의 압력으로 관직에서 물러났다. 얼마 뒤 유림 단체인 경학원 부제학을 맡았다.
1940년 국민총력조선연맹, 1941년 윤치호의 흥아보국단 준비위원회, 조선임전보국단 등 친일 단체의 임원이 되어 활동했고, 1942년에는 조선총독부 중추원의 참의로 임명되었다. 경학원 부제학으로 있으면서 1941년 대제학 박상준이 한상룡, 고원훈 등과 함께 주최한 유림 전승기원제에 부회장으로 참여한 바 있다. 일제로부터 훈3등 서보장의 서훈도 받았다.
2002년 민족정기를 세우는 국회의원모임이 발표한 친일파 708인 명단, 2008년 민족문제연구소에서 친일인명사전에 수록하기 위해 정리한 친일인명사전 수록예정자 명단, 2009년 친일반민족행위진상규명위원회가 발표한 친일반민족행위 705인 명단에 모두 선정되었다.

## 가족 관계
- 증조부 : 유치홍(兪致弘, 1800년 - ?)
  - 종조부 : 유진태(兪鎭泰), 멕시코로 이민[3]
- 할아버지 : 유진수(兪鎭壽, 1825년 - 1898년)
- 할머니 : 전주 이씨, 이경직의 딸
  - 숙부 : 유회준(兪會濬)
    - 사촌 형 : 유옥겸(兪鈺兼)

  - 숙부 : 유성준(兪星濬, 1860년 음력 9월 7일 ~ 1934년 양력 2월 27일)
    - 사촌 누이 : 유각경(兪珏卿, 1892년 ~ 1966년 9월 7일)
- 아버지 : 유길준(兪吉濬, 1856년 양력 11월 21일(음력 10월 24일) ~ 1914년 양력 9월 30일)
- 어머니 : 경주 김씨(慶州金氏, ? - 1874년), 아버지 유길준의 본처
- 어머니 : 충주 이씨(忠州李氏, ? - ?)
  - 동생 : 유억겸(兪億兼, 1896년 10월 23일 ~ 1947년 11월 8일)
- 부인 : 이름 미상, 함경북도의 중인 출신 며느리, 유만겸의 본처
- 부인 : 파평윤씨
  - 아들 : 유병덕(兪炳德, 1932년 - 2000년 6월 20일), 감사원 제1국장[4], 제4국장, 감사원 심의실장 역임[5]

## 같이 보기
- 경학원
- 조선임전보국단
- 유성준
- 유길준
- 유억겸
- 유각경

## 참고자료
- 반민족문제연구소 (1993년 2월 1일). 〈유성준 유만겸 유억겸 : 유길준의 양면성 ‘극복’한 유씨 일가의 친일상 (김도형)〉. 《친일파 99인 1》. 서울: 돌베개. ISBN 9788971990117.